# Antônia Frering
Tereza Antônia Mayrink Veiga Frering (Rio de Janeiro, 12 de janeiro de 1960) é uma atriz e socialite brasileira.

## Biografia e carreira
Antônia formou-se em Letras pela Universidade Santa Úrsula, no Rio. Em Londres, descobriu-se como atriz, tendo participado de filmes e de peças de teatro.
É filha da socialite Carmen Therezinha Solbiati Mayrink Veiga e do empresário Antônio Alfredo Ribeiro Mayrink Veiga (mais conhecido como Tony Mayrink Veiga). É irmã de Antenor Mayrink Veiga (neto), conhecido playboy carioca das décadas de 1980 e 1990.
Pela sua avó materna, Maria de Lourdes Canto Solbiati, descende duma tradicional família do sudeste brasileiro, e, pelo seu avô materno, o financista Enéas Solbiati, que adquiriu título de cônsul honorário do Reino da Itália na localidade, descende de elementos duma rica família de Milão, àquela época cidade pertencente ao Reino Lombardo-Vêneto (a partir de 1861 capital do Reino de Itália), que estabeleceram-se no Brasil no início do segundo reinado (1831-1889) do Império brasileiro (1822-1889), atuando no sistema bancário e cafeeiro da província de São Paulo.
Pelo lado paterno é neta do empresário Antenor Mayrink Veiga, presidente do Banco do Comércio e Indústria do Rio de Janeiro, herdeiro e dono da empresa Casa Mayrink Veiga - holding que ia da mineração às finanças, tendo sido a representante de fornecedores de armamentos, munição e equipamentos para as Forças Armadas do Brasil desde a Guerra do Paraguai (1864-1870) até a década de 1980. Antenor Mayrink Veiga e seu filho Tony Mayrink Veiga também eram donos da Rádio Mayrink Veiga (1926-1965) - fechada após o golpe militar de 1964 -, e tinham outros negócios, como o arrendamento do cassino do Copacabana Palace - os empresários Antenor Mayrink Veiga e Ernesto G. Fontes alugavam o cassino do hotel de Octávio Guinle, à época considerado o cassino mais luxuoso do Brasil. A bisavó de seu pai, Carolina Maria Ferreira Mayrink, era prima próxima do visconde de Mayrinck e do conselheiro Mayrink. Seu pai também é descendente do coronel Francisco de Paula Mayrink, este, membro de uma antiga e importante família de Ouro Preto, e irmão da musa Maria Doroteia Joaquina de Seixas Brandão, a famosa Marília de Dirceu, imortalizada nos versos do poeta inconfidente Tomás Antônio Gonzaga.
Antônia é casada com o empresário Guilherme Augusto Frering, neto de Augusto Trajano de Azevedo Antunes, fundador do grupo Caemi, cujo controle acionário foi adquirido pela Companhia Vale do Rio Doce e pela Mitsui, em 2001. O casal mora em Londres com os três filhos: Maria Teresa (1991), Guilherme (1986) e Antônio Lorenzo (1988).

## Filmografia

### Televisão
| Ano  | Título            | Personagem              | Notas                      |
| ---- | ----------------- | ----------------------- | -------------------------- |
| 2005 | Callas & Onassis  | Biki                    |                            |
| 2006 | Cobras & Lagartos | Camila, amante de Omar  | Episódio: "24 de abril"    |
| 2008 | Três Irmãs        | Silvie L'Éclair         |                            |
| 2008 | Toma Lá, Dá Cá    | Salete                  | Episódio: "Os Bem Casados" |
| 2012 | Preamar           | Celeste                 |                            |
| 2012 | Salve Jorge       | Deborah Maria Magalhães |                            |
| 2014 | Boogie Oogie      | Carmen Mayrink Veiga    |                            |
| 2015 | Se Eu Fosse Você  | Bárbara                 |                            |
| 2018 | Tempo de Amar     | Madame Aspásia          |                            |
| 2019 | Baile de Máscaras | Fátima Calhada          |                            |

### Cinema
| Ano  | Título                           | Papel           |
| ---- | -------------------------------- | --------------- |
| 2003 | You Can Run                      | Elena           |
| 2003 | Madre Teresa de Calcutá          | Irmã Stephanie  |
| 2004 | Bridget Jones no Limite da Razão | Sophia          |
| 2004 | Irmãos de Fé                     | Raquel          |
| 2006 | Callas                           | Biki            |
| 2006 | Se Eu Fosse Você                 | Tereza          |
| 2007 | I Can't Think Straight           | Reema           |
| 2019 | Los Rodríguez y el más allá      | Sra. Presidenta |